# PRK Partners
PRK Partners s.r.o. advokátní kancelář je jedna z největších českých advokátních kanceláří z hlediska tržeb, obratu a zisku.
Společnost byla založena v roce 2002 jako PRK Services s.r.o., když zakládajícími společníky byli Martin Aschenbrenner, Radan Kubr, Pavel Randl a Daniel Rosický. V roce 2004 se k výše uvedeným připojil Marek Procházka a společnost se přejmenovala na Procházka Randl Kubr s.r.o. V roce 2009 společnost opustil Pavel Randl a společnost se přejmenovala na současný název.  
Firma zaměstnává desítky lidí.

## Historie
Firma, kterou v roce 1993 zakládal Marek Procházka, se v polovině devadesátých let ustavila jako sdružení advokátů pod jménem Procházka, Randl, Kubr. Pod tímto jménem firma působila do roku 2008. V roce 2009 došlo v České republice v rámci transformace kanceláře na společnost s ručením omezeným k přijetí dnešního názvu PRK Partners s.r.o. advokátní kancelář. Sídlem firmy se od počátku stala Praha, v roce 2006 byly zřízeny též kanceláře v Bratislavě, kde firma působí pod názvem PRK Partners s.r.o., a v Ostravě. V roce 2009 odešli z firmy manželé Pavel a Nataša Randlovi a založili si vlastní advokátní kancelář pod jménem Randl Partners.
Jednateli české s.r.o. jsou Jan Kohout, Radan Kubr a Robert Němec, jednateli slovenské PRK Partners s.r.o. jsou Martin Kříž, Peter Oravec a Miriam Galandová.

## Spolupráce
PRK je členem IBA – International Bar Association, výhradním českým členem Lex Mundi, světového sdružení nezávislých právních kanceláří, a českým i slovenským členem Celia Alliance, organizace zaměřené na poskytování právního a daňového poradenství v oblasti personální agendy (HR).
PRK je členem a účastní se aktivit několika českých a mezinárodních obchodních komor a asociací na podporu investic a obchodní spolupráce. Poradenské služby poskytuje v rámci sdružení AFI  - organizace pro komplexní podporu investic a investorů v České republice.

## Ocenění a společenské aktivity
Jako "Právnická firma roku" byla PRK vybrána a oceněna v ČR i Slovenské republice již vícekrát, naposledy za rok 2021. Na evropské úrovni získala PRK několikrát ocenění „Czech Law Firm of the Year“ udělované ratingovou a informační agenturou Chambers Europe, jmenování firmou roku 2012 časopisem The Lawyer a další profesní ocenění.
PRK Partners je dlouhodobým sponzorem a spolupracovníkem Nadace Terezy Maxové dětem. Mezi PRK podporované sociální služby patří též KOPAC – Pacientský spolek pro léčbu konopím, který sdružuje pacienty s potřebou léčby konopím a konopnými látkami a jejich podporovatele s cílem hájit jejich zájmy a práva. Osobní rozvoj talentovaných studentů práv podporuje PRK jako hlavní sponzor Randovy nadace.